# سلاح نصف آلي

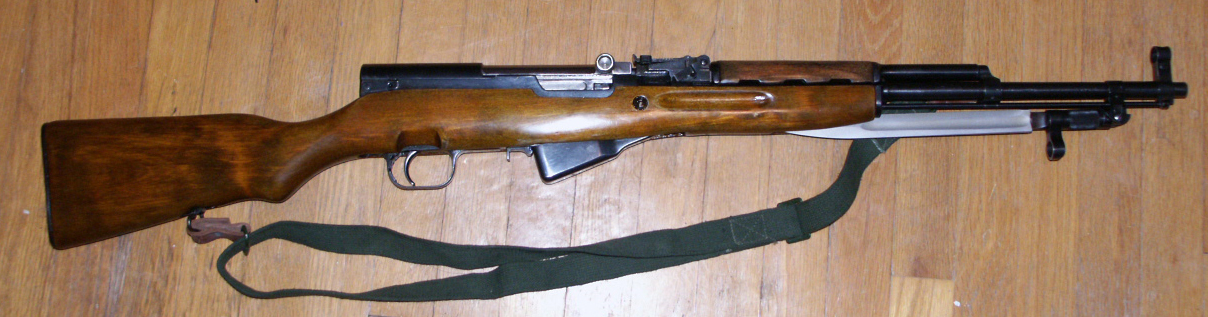
أس كي أس (سيمينوف) البندقية نصف آلية السوفياتية المشهورة.

السلاح نصف الآلي هو سلاح ناري يطلق ذخيرة واحدة عند كل ضغطة على زناده لكنه يضمن تلقيمة واحدة للذخيرة المزودة. يستعمل جزء من الطاقة الناتجة عن إطلاق العيار لتشغيل آلية إخراج الظرف وتزويد الخرطوشة الموالية.

## وصف
يزود السلاح الناري نصف الآلي بعد الإطلاق خرطوشة في غرفة الاحتراق تلقائيا، لكن ضغطة أخرى على الزناد ضرورية للإطلاق مرة أخرى. حيث يتوجب لإطلاق عشرة رصاصات بالسلاح نصف الآلي عشر ضغطات على الزناد على عكس السلاح الآلي حيث يكفي البقاء ضاغطا على الزناد من أن يطلق الذخيرة حتى نفادها.
يوجد الكثير من المسدسات والبنادق العسكرية أو بنادق الصيد نصف الآلية، ولكن أغلب الأسلحة الآلية مزودة بأنظمة تسمح لها بالإطلاق نصف الآلي فهي بذلك أسلحة مزدوجة.

## نصف آلي أو آلي؟
يقع في كثير من الأحيان إعطاء صفة «آلي» على أسلحة نصف آلية. فالمسدس الآلي هو في حقيقته نصف آلي وبالمقابل كلمة «رشاش» تعني دوما سلاحا آليا.